# Теорія полігенезу
Теорія полігенезу (від грец. πολύς, латиніз. polys, дос. «багато» і génesis "походження") — протилежний моногенезові погляд. Пов’язана з ідеєю декількох різних центрів походження людини і відповідно різних мов. Цей погляд на сьогодні вважається менш імовірним.
Центри походження розташовані у Північній Африці та Східній Азії.